# Cantonul Bernaville
Cantonul Bernaville este un canton din arondismentul Amiens, departamentul Somme, regiunea Picardia, Franța.

## Comune
| Comune                 | Populație (1999) | Cod poștal | Cod INSEE |
| ---------------------- | ---------------- | ---------- | --------- |
| Agenville              | 91               | 80370      | 80005     |
| Autheux                | 108              | 80600      | 80042     |
| Barly                  | 172              | 80600      | 80055     |
| Béalcourt              | 105              | 80370      | 80060     |
| Beaumetz               | 170              | 80370      | 80068     |
| Bernâtre               | 47               | 80370      | 80085     |
| Bernaville             | 996              | 80370      | 80086     |
| Boisbergues            | 76               | 80600      | 80108     |
| Candas                 | 888              | 80750      | 80168     |
| Domesmont              | 44               | 80370      | 80243     |
| Épécamps               | 11               | 80370      | 80270     |
| Fienvillers            | 548              | 80750      | 80310     |
| Frohen-sur-Authie      | 201              | 80370      | 80369     |
| Gorges                 | 47               | 80370      | 80381     |
| Heuzecourt             | 134              | 80370      | 80439     |
| Maizicourt             | 171              | 80370      | 80503     |
| Le Meillard            | 131              | 80370      | 80526     |
| Mézerolles             | 165              | 80600      | 80544     |
| Montigny-les-Jongleurs | 82               | 80370      | 80563     |
| Occoches               | 121              | 80600      | 80602     |
| Outrebois              | 253              | 80600      | 80614     |
| Prouville              | 258              | 80370      | 80642     |
| Remaisnil              | 35               | 80600      | 80666     |
| Saint-Acheul           | 22               | 80370      | 80697     |